# Bargarh
Bargarh (o Baragarh) è una suddivisione dell'India, classificata come municipality, di 63.651 abitanti, capoluogo del distretto di Bargarh, nello stato federato dell'Orissa. In base al numero di abitanti la città rientra nella classe II (da 50.000 a 99.999 persone).

## Geografia fisica
La città è situata a 21° 19' 60 N e 83° 37' 0 E e ha un'altitudine di 170 m s.l.m..

## Società

### Evoluzione demografica
Al censimento del 2001 la popolazione di Bargarh assommava a 63.651 persone, delle quali 33.074 maschi e 30.577 femmine. I bambini di età inferiore o uguale ai sei anni assommavano a 7.254, dei quali 3.758 maschi e 3.496 femmine. Infine, coloro che erano in grado di saper almeno leggere e scrivere erano 45.863, dei quali 26.062 maschi e 19.801 femmine.